# Cyclosorus namburensis
Cyclosorus namburensis är en kärrbräkenväxtart som först beskrevs av Richard Henry Beddome, och fick sitt nu gällande namn av Ren-Chang Ching. Cyclosorus namburensis ingår i släktet Cyclosorus och familjen Thelypteridaceae. Inga underarter finns listade.